# Изгрев (област Ямбол)
Вижте пояснителната страница за други значения на Изгрев.
Ѝзгрев е село в Югоизточна България. То се намира в община Елхово, област Ямбол.

## География
Селото се намира на 4 km на запад от общинския център Елхово и на 43 km южно от областния център Ямбол. Изгрев е най-близкото село до град Елхово и третото по население в общината. Разположено е на пътя Елхово – Голям манастир – Скалица. Съседното село на 5,5 км на северозапад е Пчела. Релефът на село Изгрев е равнинен. Най-близкото полупланинско възвишение е на 20 km северозападно – Градище (600 m) от Манастирските възвишения.  

## История
До 14 август 1934 година името на селото е Хасан беглии.
В близкото минало в селото е имало основно училище, което след 1989 г. е закрито и сега не функционира.

## Редовни събития
Съборът на селото се провежда всяка година на 6 май – Гергьовден.

## Личности
Родени в Изгрев
- Милю Н. Арнаудов – македоно-одрински опълченец, 42-годишен, бакалин, 3 рота на 4 битолска дружина, убит на 8 юли 1913 година, носител на орден „За храброст“ IV степен[3]
- Стефан Николов (1942 – 2012), български офицер, генерал-майор

Живяли в Изгрев
- Христо Анастасов – поет, стихосбирка „Глътка пелин за двама“, 1993 г.